# Cantonul Cuiseaux
Cantonul Cuiseaux este un canton din arondismentul Louhans, departamentul Saône-et-Loire, regiunea Burgundia, Franța.

## Comune
| Comune                 | Populație (1999) | Cod poștal | Cod INSEE |
| ---------------------- | ---------------- | ---------- | --------- |
| Champagnat             | 484              | 71480      | 71079     |
| Condal                 | 342              | 71480      | 71143     |
| Cuiseaux               | 1.749            | 71480      | 71157     |
| Dommartin-lès-Cuiseaux | 636              | 71480      | 71177     |
| Flacey-en-Bresse       | 353              | 71580      | 71198     |
| Frontenaud             | 646              | 71580      | 71209     |
| Joudes                 | 407              | 71480      | 71243     |
| Le Miroir              | 492              | 71480      | 71300     |
| Varennes-Saint-Sauveur | 1.005            | 71480      | 71558     |